# 国民革命军第四十五军
国民革命军第四十五军，在历史上先后组建3次。

## 沿革

### 川军邓锡侯部组建的第2个第四十五军
1935年5月，蒋介石为加强围追堵截红军长征的力量，将川军邓锡侯第二十八军改编为第四十五军。抗日战争爆发后，该军整编为3个师（第125、126、127师）和2个独立旅（独立第16、独立第19旅）。1937年9月邓锡侯任军长的川军第四十五军出川参战。
1938年4月为加强大后方，第四十五军留守川西的部队在彭县组建第九十五军。1945年8月抗战结束后，该军番号撤消，陈鼎勋改任第四十七军军长，原辖第125师、第127师改隶第四十七军。

### 南京警卫部队一部组建的第3个第四十五军
1948年9月，整编第45师改为第四十五军，隶属首都卫戍总司令部，驻守南京市区和江宁。赵霞任军长，下辖：
- 第97师：师长王晏清（黄埔六期，土木系），参谋长赵昌然。原国民政府军事委员会特务旅，后沿革为总统府警卫团、国防部警卫团。
  - 第289团。总统府警卫团
  - 第290团：陈诚任军政部长的警卫团、国防部警卫团。
  - 第291团是顾祝同任第三战区司令长官部特务团
- 第102师，陈阵任师长。
- 第312师(新组建)，钟遒彤任师长。副师长李长亨（即黎强）兼政工处长。团长张荣儒原是追随首都卫戍总司令部副总司令覃异之多年的老参谋，代总统李宗仁通过覃异之把张荣儒团调进南京城作为机动部队，配备有几十辆汽车，随时可以应急行动。[3]

1949年3月军长赵霞被撤职，调任上饶的编练司令部副司令；由南京(首都)卫戍副总司令陈沛兼任该军军长。
1949年3月24日晚，第97师师长王晏清率部289团、290团北渡长江，在南京西郊采石附近起义，在飞机投撒宣传单之后，仅289团团长杨正洲（杨镇洲）是王晏清亲信，290团团长黄子安看到传单后即率部返回，走在前面的289团看到290团返回后，也跟着回去了。杨镇洲跟着王宴清以及几个参与起义事宜的干部，带着师部警卫排继续向北快速前进，最后只有100多人跟着王晏清起义投共成功。1949年4月渡江战役开始后，该军第102、第312师向南逃窜。4月26日，该军在广德地区被三野第三十军第88师歼灭。